# Орловець (Черкаський район)
Орлове́ць — село в Україні, у Черкаському районі Черкаської області, у складі Городищенської міської громади. Розташоване за 13 км на схід від центру громади — міста Городище та за 10 км від залізничної станції Цвіткове. Населення — 1903 чоловіка (на 2010 рік).

## Географія
У селі річка Мурейка впадає у річку Медянку.

## Історія
На території села досліджено кургани ранньоскіфських часів (VII—VI століття до н. е.), знайдено римські монети ІІ століття нашої ери та скарб ювелірних речей періоду Київської Русі.
Перша писемна згадка про Орловець належить до 1499 року, коли він належав Васькевичам.
20 лютого 1533 року перейшов у власність Івану Жубрику як придане дружині Богдані, до шлюбу Васькевич. На початку 17 століття у власності Христини Корженьовської, до шлюбу Жубрик, з 28 березня 1633 — коронного гетьмана Станіслава Конецпольського.
У 1674 року тут відбувся бій козаків під керівництвом Петра Дорошенка, якому допомагали 20 тисяч татар проти військ переяславського полковника Дмитрашко з полковниками Гадяцьким, Уманським і Торговицьким та двох московських полків.
За адміністративним поділом часів Російської імперії село Орловець належало до Київської губернії, Черкаського повіту. Село спочатку було у складі Смілянських володінь князя Потьмкіна, а після його смерті, отримане у спадок княгинею Юсуповою, яка передала його в 1808 році графу Северину Йосиповичу Потоцькому, одруженому з Жозефіною Браницькою. Після смерті його сина, Лева Севериновича, в 1862 році, Орловець дістався графу Мнішеку.
В 1834 році в селі збудовано перший у Київській губернії цукровий завод. У 1846 році в Орловці було побудовано кам'яний замок із зручними службами.
В середині 19 століття за даними Лаврентія Похилевича в селі мешкало 3 786 православних, 116 римокатоликів і 38 євреїв. На той час в селі була дерев'яна Свято-Миколаївська церква, побудована 1779 року запорізьким козаком Кирилом Половим. Друга, в ім'я Архистратига Михаїла, згоріла в 1801 році.
На початку ХХ століття у селі проживало 7 412 жителів та було 1 435 дворів. У селі діяли дві православні церкви, єврейський молитовний дім, церковно-парафіяльна школа, лікарня. Широко було розвинуто промислове виробництво, про що свідчать діяльність цукрового (з оборотом 440 тисяч карбованців на рік, робітників — 446), винокуренного (16 034 відер спирту), цегельного та дріжджевого заводів, а також наявність водяного млина та 34 вітряків.
З 31 січня по 8 лютого 1944 року, в ході Корсунь-Шевченківської операції, за село вели бої стрілецькі дивізії 52-ї армії 2-го Українського фронту. Село було відвойоване силами 78-го стрілецького корпусу 8 лютого 1944 року.
На фронтах німецько-радянської війни на боці СРСР воювало 672 мешканця села, бойовими орденами і медалями цієї держави нагороджено 275 чоловік, 410 загинули. На їх честь в селі споруджено обеліск Слави.
Станом на 1972 рік в селі мешкало 4 287 чоловік, працювали 4 школи, у яких навчалось близько 600 учнів, будинок культури із залом на 400 місць, 2 бібліотеки з фондом понад 10 тисяч книг, лікарня на 35 ліжок.
Село постраждало внаслідок геноциду українського народу, проведеного окупаційним урядом СРСР 1932—1933 та 1946–1947 роках.
В селі були розміщені центральні садиби колгоспів ім. Калініна та ім. Мічуріна, які використовували 5 427 га землі, у тому числі 4 358 га орної. Вони вирощували зернові і технічні культури, було розвинуте м'ясо-молочне тваринництво, садівництво.

## Сучасність

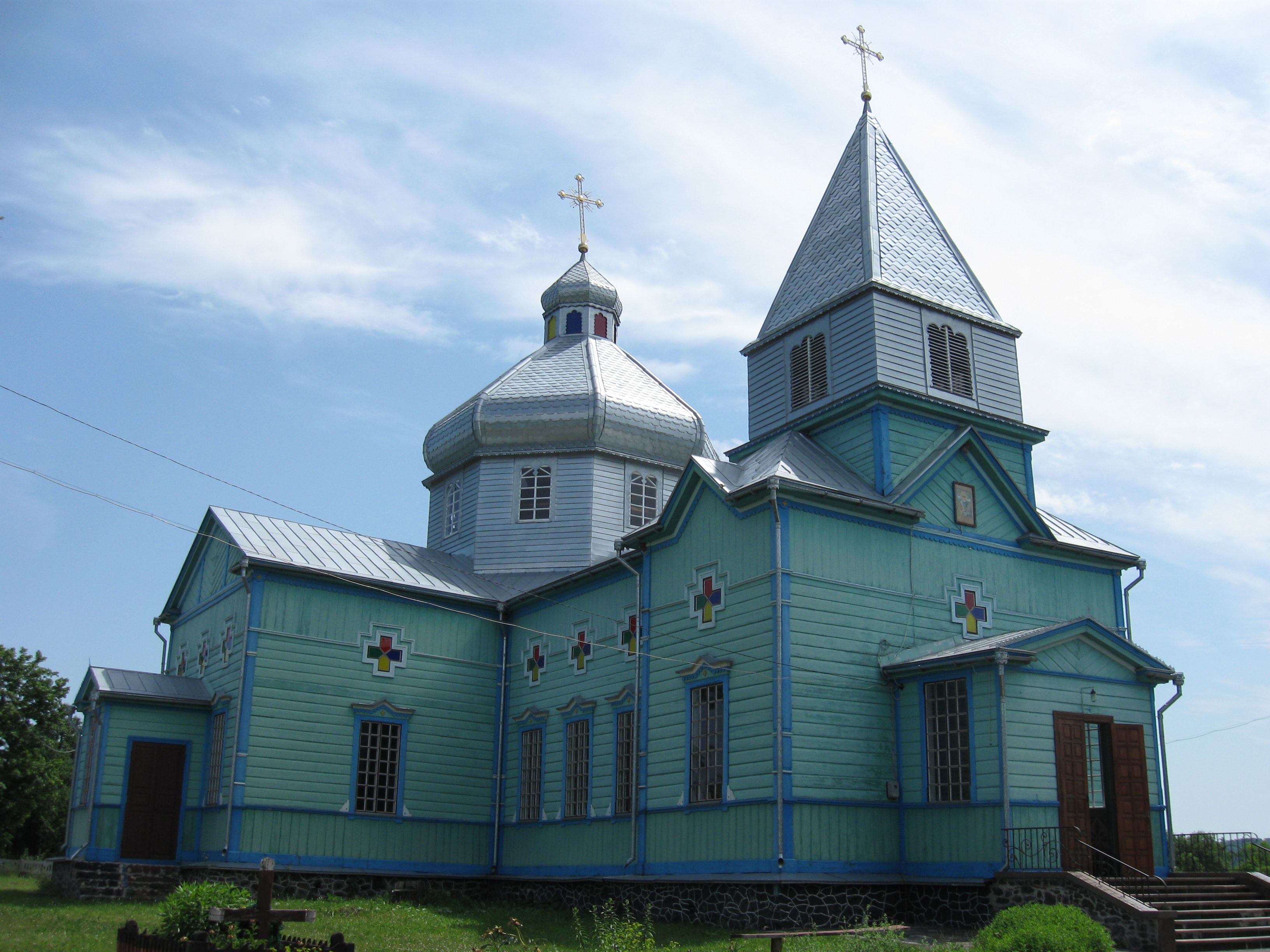
Миколаївська церква (ПЦУ)

В Орловці розташовано ПП «Тандем плюс», товариство «Оберіг-ЗК» ЗАТ ВО «Лани України», ПП «Вавіан», що спеціалізуються з вирощування зернових культур, птахівництва, свинарства; діють товариство «Тавіс» з виробництва деревного вугілля, заправні станції «Лукойл» та ПП «Лаванда». В селі знаходилась філія приладобудівного заводу «Орізон» до недавнього часу. Філія була продана невідомому власнику, який розпродав завод по частинам. На даний момент від заводу залишилися лише корчі, куди місцеві підприємці вивозять сміття.
Діють загальноосвітня школа, де навчається 235 учнів, Будинок культури на 400 місць, бібліотека з книжковим фондом понад 13 тисяч томів, лікарська амбулаторія, дитячий садок та відділення Ощадбанку. Було також відремонтовано дерев'яну церкву Святого Миколая коштом Любченка Олексія Миколайовича, що народився в цьому селі. Восени 2012 року до села був змонтований підвідний газопровід, який дозволив селу використовувати природний газ для опалення.

## Населення

### Мова
Розподіл населення за рідною мовою за даними перепису 2001 року:
| Мова            | Кількість | Відсоток |
| --------------- | --------- | -------- |
| українська      | 2219      | 98.19%   |
| російська       | 36        | 1.59%    |
| румунська       | 2         | 0.09%    |
| білоруська      | 1         | 0.04%    |
| інші/не вказали | 2         | 0.09%    |
| Усього          | 2260      | 100%     |

## Відомі люди
В селі народились:
- Блоницький Яків (1711—1774) — мовознавець.
- Гаптар Максим Лукич (1919—1988) — поет, член Спілки письменників України;
- Гаптар Володимир Максимович (1953) — журналіст, член Національної спілки письменників України.
- Голобородько Ольга Пантелеймонівна (1965) — Заслужений працівник сільського господарства України[10].
- Доненко Євген Анатолійович (1949) — диригент, аранжувальник, заслужений працівник культури України
- Синиця Михайло Софронович — український радянський державний і партійний діяч.
- Федотова Револьда Давидівна (1911—2010) — молдовська радянська економістка.
- Власенко Олег Володимирович - український науковець, доцент, професор кафедри, заступник декана, проректор з наукової роботи.

## Галерея

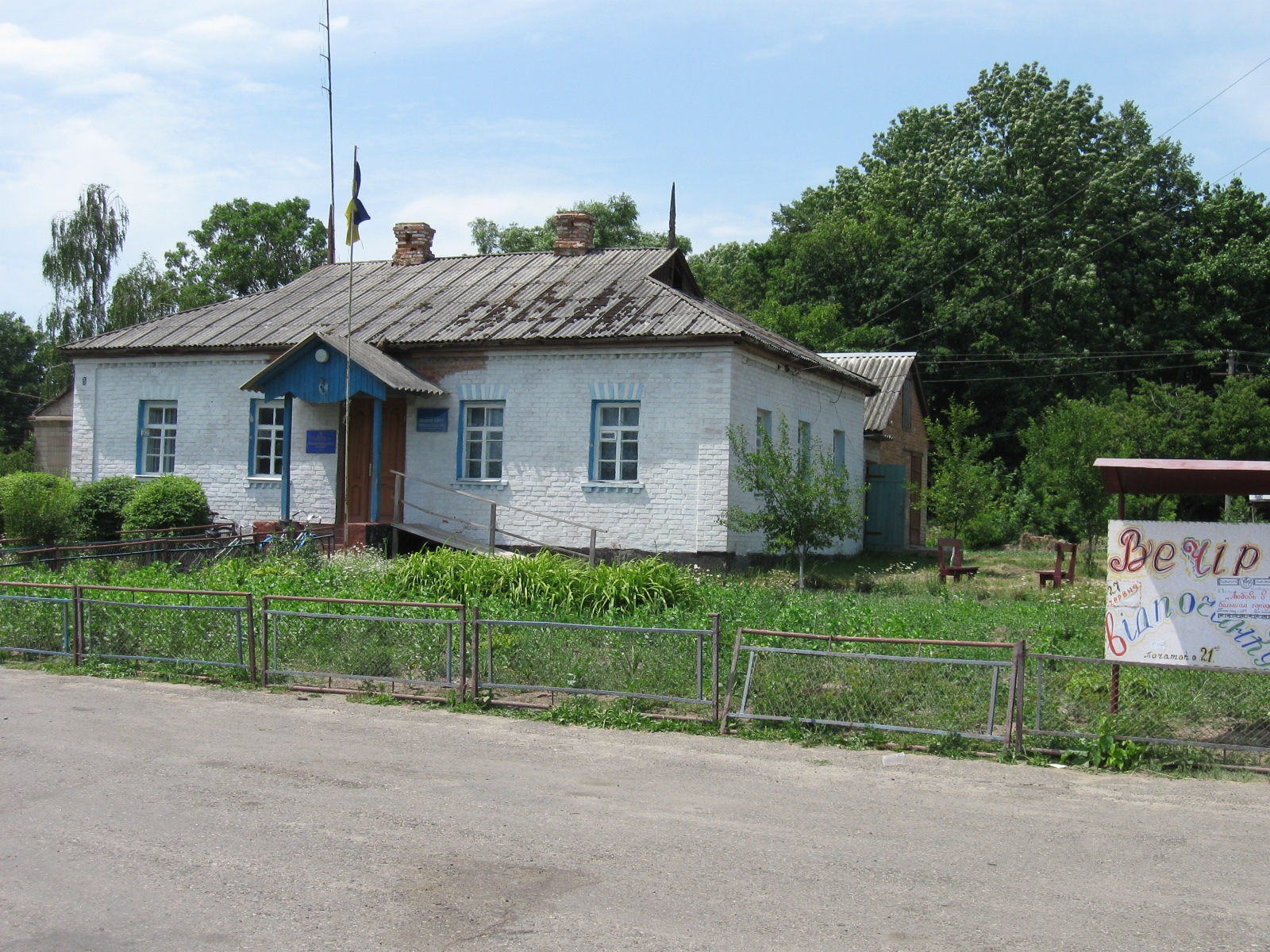
Будинок сільради
Пам'ятник воїну ДСВ у селі
Меморіал слави ДСВ у селі
Пам'ятник односельцю, що загинув у війні в Афганістані
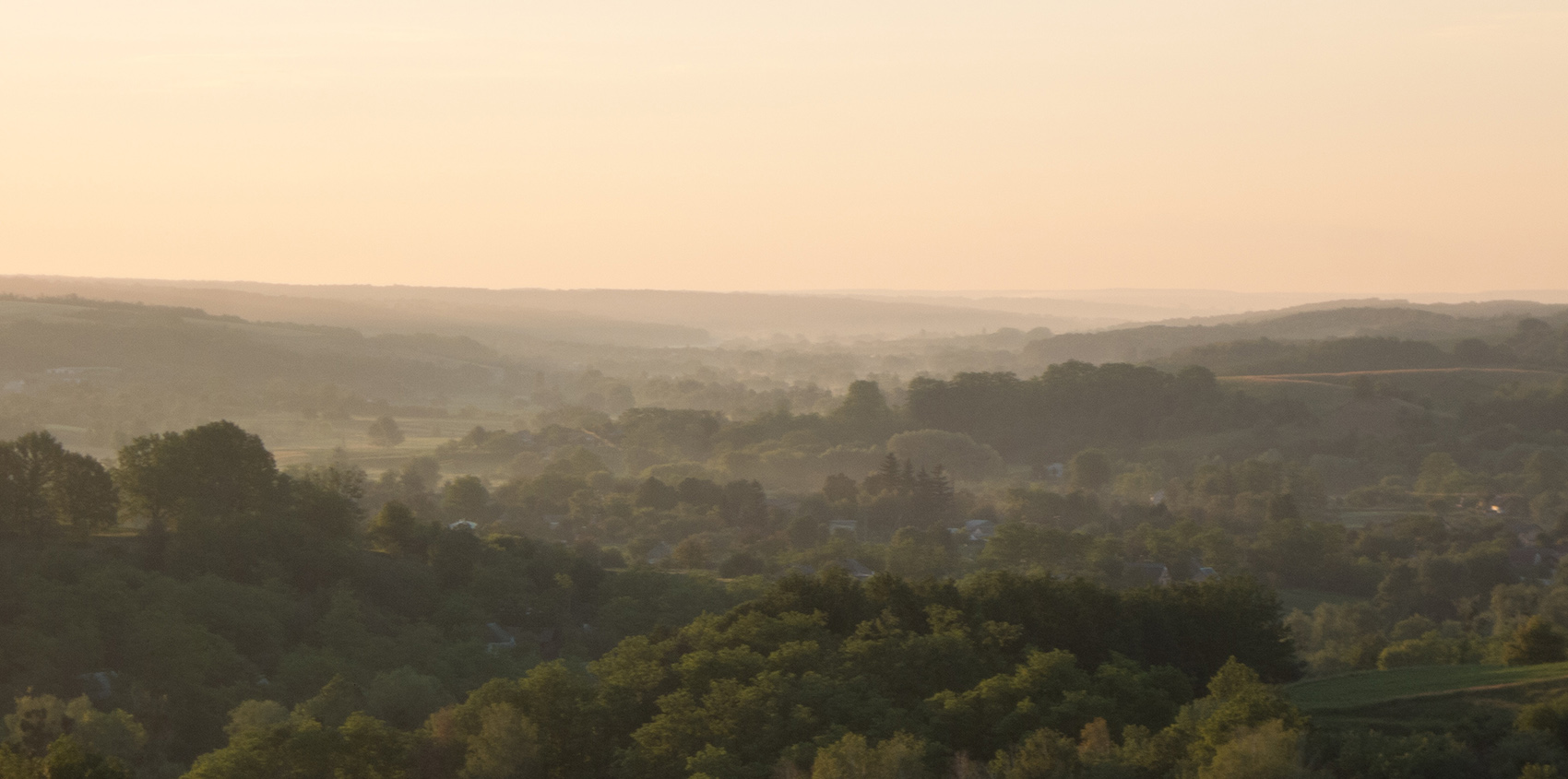
Ранок на північних схилах села Орловець